# Harry Cobby
Arthur Henry Cobby (26. srpna 1894 – 11. listopadu 1955) byl australský voják a vojenský letec. V době první světové války byl nejúspěšnějším stíhacím esem z řad Australian Flying Corps (předchůdce Royal Australian Air Force), když za dobu bojového nasazení kratší než jeden rok dosáhl celkem 29 uznaných sestřelů. Později se jako příslušník RAAF zapojil i do bojů druhé světové války. Svou vojenskou kariéru završil v hodnosti air commodore a jako komandér Řádu britského impéria (CBE), nositel Řádu za vynikající službu (DSO), Záslužného leteckého kříže (DFC) se dvěma sponami za opakované udělení, Jiřího medaile (GM) a americké Medaile svobody. Jednou byl citován v rozkazech.